# Woronora Dam
Woronora Dam är en dammbyggnad i Australien. Den ligger i kommunen Sutherland Shire och delstaten New South Wales, i den sydöstra delen av landet, omkring 37 kilometer sydväst om delstatshuvudstaden Sydney. Woronora Dam ligger 202 meter över havet.
Runt Woronora Dam är det tätbefolkat, med 369 invånare per kvadratkilometer.. Närmaste större samhälle är Caringbah, omkring 18 kilometer öster om Woronora Dam. 
I omgivningarna runt Woronora Dam växer i huvudsak städsegrön lövskog. Genomsnittlig årsnederbörd är 1 288 millimeter. Den regnigaste månaden är februari, med i genomsnitt 215 mm nederbörd, och den torraste är juli, med 34 mm nederbörd.